# 高繼沖
高繼沖（943年—973年），字成和（一作贊平），五代十國荊南政權末代君主（荊南節度使）。為高保融之長子，高保勗之姪。
宋太祖趙匡胤建隆三年（962年），高保勗因病去世，遺命高繼沖權判內外軍馬事以繼其位。後來高繼沖亦被宋任命為荊南節度使。
同年，湖南的武平節度使周行逢亦去世，年僅11歲的周保權嗣位，而境內大將張文表叛變，周保權向宋朝求援。建隆四年（963年），宋軍討伐張文表，假道荊南，發生荊湖之戰，趁機控制南平都城江陵（今湖北江陵）城巷，高繼沖只得納地以歸，南平亡。
南平亡後，宋一度仍任命高繼沖為荊南節度使。不久，高繼沖舉族歸朝，被改命為武寧節度使（約在今江蘇、安徽一帶）。
開寶六年（973年）高繼沖於武寧節度使任內去世，贈侍中。高繼沖鎮守彭門（今江蘇徐州），政事委諸僚佐，然有德政，因此被百姓請求留葬當地，但不被宋太祖允許。
| 前任： 叔高保勗 | 南平君主 962-963 | 繼任： — |